# Love (The Cult)
Love è il secondo album in studio del gruppo musicale britannico The Cult, pubblicato il 18 ottobre 1985 dalla Beggars Banquet Records.
Il disco è stato distribuito in oltre 30 nazioni ed ha venduto circa 2,5 milioni di copie.
È l'album della consacrazione dei The Cult in tutto il mondo.

## Il disco
Fra gli album dei The Cult, "Love" è generalmente considerato quello più riuscito e che, meglio degli altri, riesce a mantenere un buon richiamo sul pubblico nonostante il passare degli anni.
Come noto i Cult nascono nel 1983 come una formazione di chiara ispirazione gothic rock, mentre col passare del tempo hanno modificato la propria musica verso sonorità ispirate al classico hard rock degli anni settanta. In questo processo, "Love" si pone esattamente nel mezzo, riuscendo a prendere il meglio da ognuna delle due anime dei Cult e creando una miscela, vincente anche dal punto di vista commerciale, fra le sonorità "dark" allora decisamente in voga ed il rock degli anni settanta.
Più volte i Cult sono stati accusati di fare scelte artistiche esclusivamente in base alle potenzialità commerciali di un determinato sound, ma in questo caso, se così si può dire, l'alchimia è stata talmente perfetta da superare l'effettivo talento degli autori.
Da segnalare che "Love" si avvale dell'ottimo batterista Mark Brzezicki, in quel momento libero da impegni con la sua band, i Big Country. Questo perché il batterista originario dei Cult, Nigel Preston, era troppo debilitato dalle droghe per continuare le sedute in studio (Preston suona comunque nel brano "She Sells Sanctuary").

## Tracce

### Original 1985 release
Tutte le canzoni sono scritte da Ian Astbury e Billy Duffy.
1. Nirvana – 5:24
2. Big Neon Glitter – 4:45
3. Love – 5:35
4. Brother Wolf; Sister Moon – 6:49 (Philippines version runs 5:18)
5. Rain – 3:57
6. The Phoenix – 5:06
7. Hollow Man – 4:45
8. Revolution – 5:20
9. She Sells Sanctuary – 4:23
10. Black Angel – 5:22

### 2009 "Expanded edition" CD 2 track listing
1. She Sells Sanctuary (Long version) – 6:59
2. No. 13 – 4:40
3. The Snake – 8:09
4. (Here Comes the) Rain – 6:19
5. Little Face – 4:54
6. Revolution (Full length remix) – 5:29
7. Judith – 5:29
8. Sunrise – 5:11
9. All Souls Avenue – 4:45
10. She Sells Sanctuary (Howling mix) – 8:26
11. Assault on Sanctuary – 7:31

### Omnibus edition CD 3 and 4 track listings

#### CD 3: "The Demos"
1. Brother Wolf; Sister Moon – 7:54
2. Hollow Man – 5:48
3. She Sells Sanctuary – 5:21
4. All Souls Avenue – 4:56
5. Little Face – 5:45
6. No. 13 – 6:23
7. Big Neon Glitter – 6:34
8. Waltz (Instrumental) – 4:36
9. Nirvana (Instrumental) – 6:04
10. Revolution (Instrumental) – 6:50
11. She Sells Sanctuary (Olympic mix) – 7:04

#### CD 4: Live at the Hammersmith Odeon, 31 October 1985
1. Love – 5:54
2. Nirvana – 5:05
3. Christians – 4:33
4. Hollow Man – 5:01
5. Big Neon Glitter – 4:46
6. Brother Wolf, Sister Moon – 7:01
7. Rain – 5:12
8. Dreamtime – 3:10
9. She Sells Sanctuary – 5:35
10. Go West – 5:02
11. Spiritwalker – 4:35
12. Horse Nation – 3:17
13. The Phoenix – 5:19

### Bonus tracks/international releases
- "Little Face" (bonus track, quarta traccia in alcune versioni)
- "Judith" (bonus track, undicesima traccia in alcune versioni)
- "Faith Healer" (bonus track, tredicesima traccia in est Europa ed Asia)
- "Edie" (Ciao Baby) (versione acustica) (bonus track, quattordicesima traccia in est Europa ed Asia)
- Indonesian cassette tape versions:

1. Side A: Love, She sells Sanctuary, Rain, Nirvana, Revolution, Black Angel.
2. Side B: The Phoenix, The Hollow Man, Big Neon Glitter, Brother Wolf Sister Moon, Dreamtime*, Bad Medicine Waltz*. *Dall'album Dreamtime.

Nelle stampe indonesiane, la canzone "Brother Wolf Sister Moon" è erroneamente titolata "Brother Walf Sister Moon", e il batterista Nigel Preston è riportato come Nigel Reston.
- Le versioni in cassetta per l'Arabia Saudita includono "Spiritwalker/ Dreamtime/Rider in the Snow/A Flower in the Desert" come bonus tracks, ma non includono "Judith" o "Little Face". In alternativa alla versione saudita, solo nove delle dieci canzoni originali, ad eccezione di Revolution, hanno differenti formati.

## Formazione
- Ian Astbury - voce
- Billy Duffy - chitarre
- Jamie Stewart - basso e tastiere
- Mark Brzezicki - batteria
- Nigel Preston - batteria in She Sells Sanctuary, No. 13 e The Snake

### Collaborazioni
- Prodotto da Steve Brown
- The Soultanas - cori in Revolution